# 埼京線
埼京線（さいきょうせん）は、東京都品川区の大崎駅から新宿区の新宿駅、豊島区の池袋駅、北区の赤羽駅、埼玉県さいたま市南区の武蔵浦和駅を経由し、同市大宮区の大宮駅までを結ぶ、東日本旅客鉄道（JR東日本）の運行系統である。
線路名称上は、大崎駅 - 新宿駅 - 池袋駅間が山手線（の一部）、池袋駅 - 赤羽駅間が赤羽線、赤羽駅 - 武蔵浦和駅 - 大宮駅間が東北本線の支線（1985年開業）である（詳細後述）。
路線案内に用いられるラインカラーは緑（■）。駅ナンバリングで使われる路線記号はJAで、番号部分は直通運転を行っている東京臨海高速鉄道りんかい線からの通し番号（新木場駅を01とみなす）になっている。

## 概要
東京地区の電車特定区間内の運転系統の一つで、渋谷・新宿・池袋など山手線西側の副都心と、埼玉県南部の都市を結ぶ通勤・通学路線である。また、湘南新宿ラインとともに各副都心と大宮駅を乗り換えなしで結ぶため、東北・山形・秋田・北海道・上越・北陸の各新幹線と各副都心とのアクセス路線の役割ももっている。
赤羽駅 - 大宮駅間では当路線の隣を東北新幹線の線路が、また約2 km東側に東北本線（京浜東北線、宇都宮線・高崎線、湘南新宿ライン）の線路が並走している（後述するように、同区間において埼京線が通る線路も線路名称上は東北本線の一部）。
昭和後期に埼玉県南部の人口密集地に東北新幹線高架を建設するのに伴い、これに並設する形で赤羽駅 - 大宮駅間に「通勤新線」または「通勤別線」という通称の在来新線を同時に建設し、この新線と既存の赤羽線を接続して、池袋駅から赤羽駅を経由して埼玉県南部までを結ぶ新路線として開業した。開業時より、大宮駅から川越線の川越駅まで直通運転を行っている。その後山手貨物線への乗り入れ開始により新宿駅、恵比寿駅へと徐々に区間が延伸され、2002年（平成14年）からは大崎駅を介して東京臨海高速鉄道りんかい線と相互直通運転も行われている。大崎駅 - 池袋駅間の山手貨物線区間は湘南新宿ラインと線路を共有しており、同区間では湘南新宿ラインとともに、各駅停車の山手線に対して快速列車としての役割を持つ。さらに2019年（令和元年）の相鉄・JR直通線（新宿駅 - 海老名駅）の開業に際し、品鶴線・東海道貨物線を経て相模鉄道の相鉄新横浜線・相鉄本線とも相互直通運転を行うようになった。

### 「埼京線」を構成する鉄道路線
「埼京線」は、大崎駅 - 大宮駅間において複数の鉄道路線にまたがって運行される本路線に旅客案内上付与された運転系統名であり、線路名称としては「埼京線」は存在しない（同様の例として京浜東北線が挙げられる）。
埼京線を構成する鉄道路線の線路名称は、大崎駅から池袋駅までが山手線、池袋駅から赤羽駅までが赤羽線、赤羽駅から大宮駅までが東北本線の支線である。かつて、JR東日本は自社公式サイト上で池袋駅 - 赤羽駅間を「赤羽線」としても案内し、赤羽線の4駅の所属路線に赤羽線と埼京線の両方を含めていたが、公式路線図においては赤羽線の表記はない。
川越線の大宮駅 - 川越駅間は、本路線と直通運行されるものの、運転系統名上の「埼京線」には含まれず、当該区間は「川越線」もしくは「埼京・川越線」と案内される。相鉄線直通列車は、大崎駅以北では埼京線として案内される。
なお、『JR時刻表』の埼京線の項目においては、海老名駅 - 羽沢横浜国大駅間は相模鉄道、羽沢横浜国大駅 - 大崎駅間は東海道本線、新木場駅 - 大崎駅間は東京臨海高速鉄道りんかい線、大崎駅 - 池袋駅間は山手線、池袋駅 - 赤羽駅間は赤羽線、赤羽駅 - 大宮駅間は東北本線、大宮駅 - 川越駅間は川越線と線路名称に従って案内されている。『JTB時刻表』の「東京近郊区間（埼京線・川越線）」のページにおいては、新木場駅 - 大崎駅間は新木場駅と天王洲アイル駅のみが記載され、大崎駅 - 大宮駅間は埼京線、大宮駅 - 川越駅間は川越線として案内されている。

### 方向表記
埼京線は、方向が「南行」と「北行」を用いて表される場合と、「上り」と「下り」を用いて表される場合がある。本項においても、南北による表記と上下による表記が混在する場合があるが、「南行」と「上り」（大崎方面）、「北行」と「下り」（大宮方面）はそれぞれ同じ方向を表す。

## 歴史
本節では、埼京線が計画された当時からの歴史を記述する。（本節全体の出典：）

### 通勤新線建設計画
1970年代当時の国鉄は、東京周辺の人口増加に対し輸送力が追いつかず、”通勤地獄”とも呼ばれラッシュ時の混雑緩和が急務となっていた。そこで、国鉄は通勤五方面作戦と総称される混雑緩和策を講じて、線路増や編成長増大などを行い、その一環として東北本線の赤羽駅 - 大宮駅間における客貨分離運転を行い、列車増発などで対応していった。しかし、その後の人口の外延化に伴い東北・高崎線の輸送量は増大し、さらなる輸送力の増強が求められた。
一方で、東北・上越新幹線の建設工事は、運輸省（当時。現・国土交通省）から認可が下りた1971年（昭和46年）10月1日から建設工事に着手することになった。当初、東北・上越新幹線の建設計画では赤羽 - 大宮間のうち埼玉県内を地下化とする予定であった。しかし1973年（昭和48年）3月10日、地下化によるトンネル建設案は地盤の問題を理由に難しいとされ、「通勤新線」を併設した形での高架化案が運輸省を通じて埼玉県知事などに示された。この提案は、地元が高架化案を受け入れた場合の「見返り」としての提案でもあった。
だが、高架橋による新幹線の建設案は、当時東海道・山陽新幹線沿線での騒音問題が生じていたこともあり、既に起きていた沿線住民（戸田・浦和・与野3市と東京都北区）による強力な反対運動のさらなる活発化を招き、埼玉県は高架化の提案を拒否した（詳細は後述）。
その後の国鉄と地域との間の交渉の中で、国鉄側が東北・上越新幹線の騒音問題に対する措置をとることや、通勤新線の建設を正式に表明したことを受け、沿線の自治体がラッシュ緩和や通勤時の交通利便性の向上と「通勤新線」の快速の停車を国鉄に要望、住民側からも新線の期待が次第に高まったことから、沿線自治体も新線併設を条件に新幹線建設賛成に舵を切り、それらの要望などの具現化を盛り込んだ建設計画がようやく合意された。
国鉄は東北新幹線大宮駅 - 東京駅間の建設開始とともに「通勤新線」赤羽駅 - 武蔵浦和駅 - 大宮駅 - 宮原駅間 (22.0km) の建設認可を1978年（昭和53年）11月に申請、同年12月に認可されて建設工事が開始された。

### 通勤新線の構想と実際の施設
当初、通勤新線は赤羽駅 - 宮原駅間を建設し、高崎線に乗り入れて新宿駅へ直通させる構想で、1985年の運輸政策審議会答申第7号でも宮原延伸が計画されていた。当時の地図付録の路線図などにも予定線が大宮から宮原に延びて記されている。
新たに建設される赤羽駅 - 大宮駅間は、赤羽台トンネルと地下の大宮駅付近を除き、全面高架で新幹線と一体となった構造で、中間には10駅を設置、当初から快速電車の運転を考慮して、2駅（戸田公園駅と南与野駅）の外側に通過線を設けた1面4線とした。また、武蔵野線と接続駅となる武蔵浦和駅は、緩急接続ができるように2面4線の構造とした。
しかし、埼京線の車両基地用地として候補に挙がっていた武蔵浦和駅付近のロッテ浦和工場の敷地の用地買収が難航し、宮原駅周辺でも用地買収の面から反対運動が起こったため、将来用地の拡大が容易な南古谷駅付近に車両基地（川越電車区。現・川越車両センター）を建設することになり、同時に沿線人口が伸び続け、通勤路線として活発化が期待できるとして、当時非電化だった川越線を電化することになった。
よって、こちらの工事を優先する必要性に迫られ、大宮駅 - 宮原駅間の建設は中止となったが、大宮駅 - 日進駅間の高崎・川越線並走区間で川越線側にトンネル用地や合流用地がある。さらに、高崎線の大宮駅 - 宮原駅間も立ち退きがほぼ完了し、複々線化用地がほぼ確保されていた。
なお、当初の構想であった高崎線の池袋・新宿直通は、JR発足後に東北・山手貨物線を利用して実現し、のちの湘南新宿ラインへと発展している。これを受けて2000年の運輸政策審議会答申第18号からも計画が削除され、高崎線の複々線化用地も住居や駐車場などへの転用が始まっている。

### 埼京線開業
1985年（昭和60年）9月30日、ついに埼京線は開業の日を迎え、同時に川越線大宮駅 - 高麗川駅間も電化開業した。運転区間は池袋駅 - 川越駅間で、最短44分（通勤快速）で結び、それまで赤羽駅、大宮駅で乗り換えを含め69分かかっていた同区間の大幅な短縮効果は大きく、開業日のラッシュ時の乗車率は150%を記録した。一方で、混雑の激しかった京浜東北線は、埼京線に乗客が移行したことで、約30%減（浦和駅）となり、埼玉県南部から都内への通勤の足が大きく改善された。
開業直後の使用車両は103系で、列車の運行形態は、平日朝夕ラッシュ時のみの通勤快速と平日昼間及び休日は終日の快速、各駅停車の3本立てで、通過運転を行う赤羽駅 - 大宮駅間では、通勤快速が武蔵浦和駅のみ停車、快速が戸田公園駅・武蔵浦和駅・与野本町駅とされた。順調なスタートを切ったと思われる埼京線であるが、開業初日には導入したPRC（自動制御装置）のシステム不具合が生じてダイヤ乱れのトラブルや、赤羽駅 - 大宮駅間を走行する103系電車の騒音問題、後年では、痴漢犯罪の多発が生じた（これらの詳細は後述）。
1986年3月3日には、山手貨物線へ乗り入れ、新宿駅まで運行区間を延伸、新宿駅の貨物発着線にホームを1面（現：1・2番線ホーム）と引上線1線を新設、朝夕ラッシュ時は全列車新宿発着として、山手線の混雑緩和と池袋駅 - 新宿駅間の輸送力増強を図った。この新宿延伸は埼京線開業当時から予定されていたもので、開業前の1980年（昭和55年）から、新宿区や地元商工団体が通勤新線の延長を国鉄に求めていた。翌1981年（昭和56年）には渋谷区が渋谷駅まで、さらに翌年の1982年（昭和57年）には目黒区が恵比寿駅までの延長を要望した。いずれも山手貨物線を旅客転用して延伸する要望であったが、山手貨物線大崎駅 - 渋谷駅 - 新宿駅 - 池袋駅間旅客転用は、1980年（昭和55年）の運輸政策審議会答申第7号にも「昭和75年（2000年）までに整備することが適当」とされる路線に盛り込まれた。

### 国鉄分割民営化
1987年（昭和62年）4月1日に国鉄分割民営化により東日本旅客鉄道（JR東日本）に継承され、車両は国鉄時代そのままに103系が使用されていた。しかし、赤羽駅 - 大宮駅間を走行時の騒音問題の解決や他線の老朽置き換えを目的として103系を205系へ置き換えることになり、1989年（平成元年）7月1日から205系の運転を開始、1990年12月1日までに10両編成×23本が新製投入され、これをもって103系の運用が終了した。
103系は山手線と同じ黄緑6号だったが、205系の車体帯は深みのあるグリーン（緑15号）となり、この色はE233系7000番台も踏襲している。また、新製投入時の車両の主電動機は冷却ファンをケース内に収めた「内扇形」であり、103系時代より低騒音化が図られた。
新宿駅延伸から約10年後の1996年（平成8年）3月16日に恵比寿駅へ延長され、渋谷駅及び恵比寿駅にホーム1面を新設、これも山手貨物線を旅客転用したもので、延長当初のダイヤでは、朝ラッシュ時1時間あたり9本、日中同3本、夕方ラッシュ時は同6本が恵比寿駅発着とされた。
この延長の目的は、新宿から渋谷方面の山手線混雑緩和であったが、その効果は絶大で、それまで240%超を記録していた山手線代々木駅 - 原宿駅間の混雑率が200%程度まで低下、この結果山手線複々線化と同等の効果をもたらし、池袋駅から新宿駅・渋谷駅方面への輸送力が増強された。なお、恵比寿駅に到着した列車は、そのまま折り返すと成田エクスプレスや湘南新宿ラインの山手貨物線を走行する列車の運行に支障を来たすため、大崎駅まで回送され、そこで折り返していた。

### 大崎駅延伸とりんかい線直通
2002年（平成14年）12月1日に大崎駅へ延長され、それと同時に天王洲アイル駅 - 大崎駅間を延伸開業した東京臨海高速鉄道りんかい線との相互直通運転を開始、それまで連絡がやや不便であった新宿・渋谷などと臨海副都心の間を、乗り換えなしで直結、新宿駅 - 東京テレポート駅間を約23分、渋谷駅 - 同駅間を約17分で結び、臨海部へのアクセスが大幅に向上した。当初の直通列車は、平日・土曜・休日共に1日46往復が設定され、りんかい線の70-000形が埼京線内へ姿を現すようになった。この際に、大崎駅はホーム2面が新設され、主に外側（5番線、8番線）を直通列車や湘南新宿ラインが、内側（6・7番線）を大崎始発列車が使用した。
その後は、山手線にE231系500番台が導入されることに伴い、最初は導入前の2001年（平成13年）8月6日に6扉車（サハ204-902）を試験的に連結、2002年（平成14年）以降は、既存の10両編成の付随車2両（サハ205形）を抜き取り、代わりに山手線から捻出された6扉車サハ204形2両連結する組替や山手線からの転入編成により、2008年（平成18年）までに、32編成中26編成に6扉車が組み込まれ、最も混雑の激しい2・3号車に連結された。
さらに、埼京線ではJR初の女性専用車両や防犯カメラの設置（詳細は後述）、そして2013年（平成25年）6月30日からE233系7000番台の運転開始に伴い、これまで運用されていた205系を置き換えたが、後述のATACS導入に伴う予備編成確保のため、205系は10両編成×1本が残存した。
2017年（平成29年）11月4日に池袋駅 - 大宮駅間の保安装置をATC-6型からATACSに置き換え、その装置取付のための予備編成として残っていた205系は、2016年（平成28年）10月27日をもって運用を終了した。また、同年8月には駅ナンバリングの導入を開始している。

### 相鉄線直通と運行形態の変更
2019年11月30日、相鉄・JR直通線（新宿駅 - 羽沢横浜国大駅 - 海老名駅）の開業に関連するダイヤ改正が行われ、埼京線新宿駅以北と相鉄線との直通列車も6往復設定された。
相鉄線直通列車は、新宿駅 - 大崎駅間において線路を共有する埼京線や湘南新宿ラインとは別系統とされる場合があるが、埼京線と共通運用のE233系7000番台を使用していることから、旅客案内上は新宿駅 - 大崎駅間においても埼京線として運行される。相鉄・JR直通線の開業に伴い、大崎駅 - 新宿駅間では大幅な増発となった。
また、武蔵浦和駅 - 大宮駅間では快速列車の停車駅の増加と各駅停車の減便が行われた。快速列車は従来通過していた中浦和駅、南与野駅、北与野駅に新たに停車し、さいたま市内の武蔵浦和駅 - 大宮駅間では各駅に停車することになった。これにより、武蔵浦和駅 - 大宮駅間の所要時間は3分増加した。また、従来同駅間では1時間あたり快速3本、各駅停車6本の計9本運転されていたが、改正後は快速3本、各駅停車3本の計6本となった。従来は、不規則な運転間隔のために最大で16分間隔が空いていたが、改正後は10分間隔になった。JR東日本は、パターン化して運転間隔の均等化を図り利用しやすいダイヤに変更したと釈明し、乗車率が少ない状況を加味してダイヤ改正に至ったとしているが、相鉄線との相互直通運転にあたり、車両や乗務員の確保が必要になったことがあるとの指摘もされている。 
このダイヤ改正に、さいたま市の沿線からは賛否両論の声がある。特に、従来から快速が停車していた大宮駅・与野本町駅では日中の停車列車が1時間当たり3本減少したため、旧大宮市を地盤とする一部のさいたま市議会議員と、与野本町地区を地盤とする一部同議会議員が強く反発した。さいたま市議会ではこのダイヤ改正について、まちづくり委員会で議論し、減便の非難を行いラッシュ時の増便を求める決議を採択、10月に同市の副市長と議長、副議長がJR東日本大宮支社を訪問して、支社長と協議を行った。

### 年表
- 1971年（昭和46年）10月1日：東北・上越新幹線建設工事認可。それに伴い、沿線住民による東北新幹線建設反対の住民運動組織が結成される。
- 1973年（昭和48年）3月10日：東北・上越新幹線赤羽 - 大宮間の埼玉県内を地下化を断念。「通勤新線」を併設した形での高架化案を運輸省（当時の運輸政務次官である佐藤文生）が発表。
- 1978年（昭和53年）
  - 11月22日：沿線自治体及び住民側との新幹線及び「通勤新線」建設の合意がなされ、「通勤新線」赤羽駅 - 武蔵浦和駅 - 大宮駅 - 宮原駅間の建設認可申請。
  - 12月16日：「通勤新線」赤羽駅 - 武蔵浦和駅 - 大宮駅 - 宮原駅間建設認可。
- 1982年（昭和57年）2月27日：戸田市にて東北新幹線・通勤新線の工事起工式が行われる[14][新聞 4]。
- 1984年（昭和59年）7月26日：北与野駅 - 大宮駅間の工事現場（通称吉敷ガード）にて重さ60トンの鉄製橋桁を吊り上げ作業中に落下させる事故が発生。通行中の一般車両を直撃し、2名が軽傷[新聞 5]。
- 1985年（昭和60年）
  - 7月11日：国鉄は「埼京線」と命名したことを発表[新聞 6]。
  - 9月30日：東北本線支線赤羽駅 - 武蔵浦和駅 - 大宮駅間 (18.0km) が新規開業。赤羽線と合わせて池袋駅 - 大宮駅間が埼京線として運行開始、同時に川越線川越駅までの直通運転開始。当時は全列車に103系を使用。
- 1986年（昭和61年）3月3日：山手貨物線に乗り入れ、新宿駅へ延伸開業[新聞 7]。
- 1987年（昭和62年）4月1日：国鉄分割民営化により東日本旅客鉄道（JR東日本）に継承。
- 1989年（平成元年）7月1日：205系を投入[15] 。
- 1990年（平成2年）12月1日：103系の運用を終了し、全電車が205系での運行になる。
- 1996年（平成8年）3月16日：恵比寿駅へ延伸開業[新聞 8][16]。渋谷駅と恵比寿駅にホーム新設[新聞 9]。
- 2001年（平成13年）
  - 7月2日：新宿発深夜23時以降の下り電車に女性専用車両が設定される[17]。通勤形電車への女性専用車両の導入はJRの路線で初めて。
  - 8月6日：6扉車（サハ204-902）を試験的に連結開始（205系第8編成の2号車）。
- 2002年（平成14年）12月1日：大崎駅へ延伸。同時に東京臨海高速鉄道りんかい線との相互直通運転を開始[1]。りんかい線開業10周年記念車と並ぶ埼京線205系

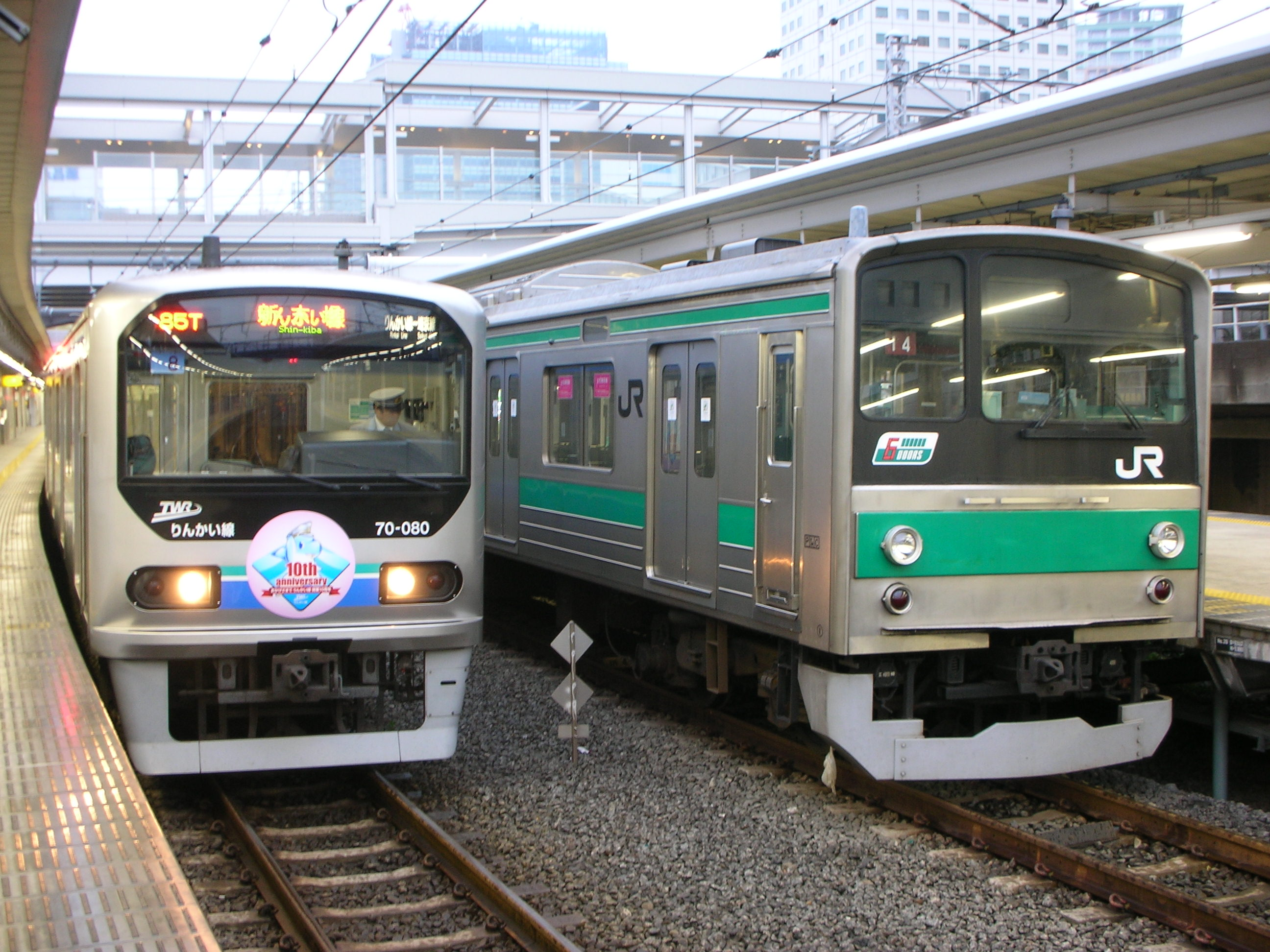
りんかい線開業10周年記念車と並ぶ埼京線205系

- 2004年（平成16年）12月：新宿区の鉄道模型メーカー関水金属の広告ラッピング車両「KATO TRAIN」を運行開始[* 9]。
- 2005年（平成17年）
  - 4月4日：女性専用車両を朝のラッシュ時にも設定。朝のラッシュ時の女性専用車両の運行はJR東日本では初めてとなった。
  - 7月31日：埼京線内全駅に東京圏輸送管理システム (ATOS) が導入される。
  - 10月2日：大宮駅（埼京線ホーム） - 大崎駅 - 新木場駅 - 南船橋駅 - 大宮駅（宇都宮・高崎線ホーム）の経路で団体臨時列車「埼京線開業20周年記念号」が第32編成で運転される。
- 2006年（平成18年）3月20日：女性専用車両をりんかい線からの直通下り電車にも設定。
- 2009年（平成21年）12月28日：205系1編成の1号車に防犯カメラを設置。
- 2011年（平成23年）3月14日：東京電力が計画停電を実施。これに伴い、川越線・りんかい線との直通運転を終日中止。
- 2013年（平成25年）6月30日：E233系7000番台を導入開始[19][報道 3]。
- 2015年（平成27年）3月14日：ダイヤ改正により、日中時間帯に40分間隔で設定されていた赤羽発着の各駅停車を大宮発着に変更し、赤羽駅 - 大宮駅間の各駅停車が毎時6本に増発。
- 2016年（平成28年）
  - 8月：駅ナンバリング導入開始。
  - 10月27日：この日をもって205系の運用を終了。これにより10両編成で運転される205系は消滅。
- 2017年（平成29年）11月4日：池袋駅 - 大宮駅間の保安装置をATC-6からATACSに置き換え[報道 4]。
- 2018年（平成30年）4月1日：三江線宇都井駅廃止により、当線の北戸田駅が高架線で日本一高い駅となる。
- 2019年（令和元年）
  - 10月1日：弱冷房車の設定を4号車から9号車に順次切り替え始める。すべての列車の設定が完了するまでは4号車の弱冷房設定を継続する[10]。
  - 11月30日：相鉄線直通列車の運転を開始。以下の内容でダイヤ改正を実施。
    - 快速の停車駅に中浦和・南与野・北与野を追加し、武蔵浦和駅 - 大宮駅間が各駅停車となる[報道 2]。
    - 日中時間帯の各駅停車の行き先を変更。大宮発着が毎時3本、武蔵浦和発着が毎時3本となり、武蔵浦和駅 - 大宮駅間で減便[報道 2]。
    - 平日夕夜間帯に各駅停車を増発。新宿始発の各駅停車を22時台まで毎時6本に統一[報道 2]。日中および夕夜時間帯に運転間隔の均等化が行われる[10]。
    - 赤羽駅 - 大宮駅間の下り終電を約5分繰り下げて、赤羽0:13発とする[報道 2]。
    - 弱冷房車の設定を4号車から9号車に変更[10]。
    - 埼京線・りんかい線で相互直通運転を行う時間帯を拡大。始発の下りは新木場駅発で55分、始発の上りは川越駅発で28分早く相互直通運転を行う列車が運転される[10]。
- 2026年（令和8年）7月1日（予定）：支社制から事業本部制への再編に伴い、首都圏本部管内については大崎駅 - 渋谷駅間を渋谷事業本部、新宿駅前後を新宿事業本部、池袋駅 - 浮間船渡間を池袋事業本部の管轄、大宮支社管内については大宮事業本部（武蔵浦和駅の業務のみ武蔵野事業本部）の管轄とする[報道 5]。

## 運行形態
山手貨物線を走行する大崎駅 - 池袋駅間では「各駅停車」も含め途中恵比寿駅・渋谷駅・新宿駅のみに停車し、並行する山手線電車に対して、実質的に快速のような役割を担っている。また、この山手貨物線区間では同一線路上に湘南新宿ライン・相鉄線直通列車や、特急列車（湘南・踊り子・サフィール踊り子・成田エクスプレスなど）も走行している。

### 列車種別
埼京線の列車種別は、1985年の開業当時から各駅停車・快速・通勤快速の3種別の体制となっており、快速は赤羽駅 - 武蔵浦和駅間、通勤快速は赤羽駅 - 大宮駅間で通過運転を行う。開業から2019年までは通過駅の変更がなかったが、2019年11月30日に相鉄・JR直通線が開業した際のダイヤ改正で快速の停車駅に中浦和駅・南与野駅・北与野駅が追加された。
埼京線の各種別の特徴は以下のとおり。
通勤快速
快速よりも停車駅が少ない種別で、平日の朝・夕夜のみ運行される。赤羽駅 - 大宮駅間では、途中武蔵浦和駅のみに停車し、それ以外の区間では各駅に停車する。一部をのぞき、戸田公園駅・武蔵浦和駅・南与野駅のうち1駅 - 3駅で先行する各駅停車を追い越す。
全列車が川越線川越駅まで直通し、新宿発着が朝・夕夜に6本、大崎発が朝に1本のみ設定されているほかは全列車がりんかい線新木場駅まで直通する。このほか、相鉄線海老名駅発で相鉄線内を特急として運転される川越線直通列車が平日朝下り2本運転されている。
埼京線は通勤快速の運転本数が日本一多い。国鉄・JRを通して、初めて通勤快速が運行された路線でもある。
快速
平日の朝と日中、土休日に運行される。赤羽駅 - 武蔵浦和駅間は途中、戸田公園駅のみに停車し、それ以外の区間では各駅に停車する。一部をのぞき、武蔵浦和駅で折り返しの各駅停車に接続する。
全列車が川越線川越駅まで直通し、一部列車を除きりんかい線新木場駅まで直通する。このほか、土休日の朝に相鉄線海老名駅発着列車が1本のみ運転される。相鉄線内は各停で運転される。
各駅停車
埼京線および直通先の川越線・りんかい線のすべての駅に停車する。
日中は新宿駅 - 大宮駅間の系統と新宿駅 - 武蔵浦和駅間の系統が交互に運行される。早朝・深夜は赤羽方面から大崎駅発着や池袋駅発着が運転されている。朝時間帯は相鉄線方面から池袋行きと、武蔵浦和駅・大宮駅発着、指扇始発が設定されており、池袋行き以外はJR車で運転される。なお、池袋行きは平日3本のみ運転されているが、一部は相鉄車で運転されている。
そのほかに大崎方面から池袋駅発着列車が設定されており、僅少ながら新宿駅 - 池袋駅間のみにも運転される。りんかい線・川越線への直通は朝・夜のみである。また、朝夕には川越線指扇発があるほか、早朝に南古谷発が1本ある。
埼京線停車駅

- 川越駅 - 大宮駅間は川越線
- 大崎駅 - 新木場駅間はりんかい線
- 羽沢横浜国大駅 - 海老名駅間は相鉄線
- （新宿駅 - ）大崎駅 - 羽沢横浜国大駅は相鉄線直通

### 運行ダイヤ
埼京線の運行時間帯は平日・休日とも朝4時30分（池袋発赤羽行き）から深夜0時52分（赤羽発池袋行き）までとなっている。ただし、山手線電車と並行する大崎駅 - 池袋駅間では朝は新宿発基準で池袋・赤羽・大宮・川越方面行きが5時台後半から、大崎・新木場方面が6時台後半からの運行で、深夜は新宿発0時00分発が最終となる。この区間での運転が行われない時間帯はかつての赤羽線電車と同様の池袋駅 - 赤羽駅間のみの電車も運行される。
平日朝時間帯は大宮発基準で6時台に3本、7 - 8時台に毎時4本、9時台に毎時3本の通勤快速が運行される。上り（大宮から新宿方面）各駅停車は新宿駅7時台着が12本、8時台着が14本、9時台着が9本あり、下り（新宿から大宮方面）各駅停車は新宿駅7時台発が9本、8時台発が12本、9時台発が11本ある。
日中は快速が新木場駅 - 川越駅間で1時間あたり3本・20分間隔で運行され、その合間に各駅停車が2本ずつ、1時間あたり6本運行される。新宿駅 - 大宮駅間の系統と新宿駅 - 武蔵浦和駅間の系統が交互に運行され、武蔵浦和発着の各駅停車は快速と接続する。
| 種別＼駅名     | 種別＼駅名 | 大宮方 直通先 | 大宮    | 大宮    | …       | 武蔵浦和 | 武蔵浦和 | …       | 池袋    | 池袋 | …   | 新宿 | 新宿 | …   | 大崎 | 大崎      | 大崎方 直通先 |       |
| -------------- | ---------- | ------------- | ------- | ------- | ------- | -------- | -------- | ------- | ------- | ---- | --- | ---- | ---- | --- | ---- | --------- | ------------- | ----- |
| 埼京線         | 快速       | 川越←         | 川越←   | 3本     | 3本     | 3本      | 3本      | 3本     | 3本     | 3本  | 3本 | 3本  | 3本  | 3本 | 3本  | →新木場   | →新木場       |       |
| 埼京線         | 各駅停車   |               |         | 3本     | 3本     | 3本      | 3本      | 3本     | 3本     | 3本  | 3本 | 3本  |      |     |      |           |               |       |
| 埼京線         | 各駅停車   |               |         |         | 3本     |          |          |         |         |      |     |      |      |     |      |           |               |       |
| 埼京線         | 各駅停車   |               |         |         |         |          |          |         |         |      |     |      | 2本  | 2本 | 2本  | →海老名   | →海老名       |       |
| 湘南新宿ライン | 特急       |               |         |         |         |          |          |         |         |      |     |      | 2本  | 2本 | 2本  | →成田空港 | →成田空港     |       |
| 湘南新宿ライン | 特別快速   | 高崎←         | 高崎←   | 高崎←   | 高崎←   | 高崎←    | 高崎←    | 高崎←   | 高崎←   | 1本  | 1本 | 1本  | 1本  | 1本 | 1本  | →小田原   | →小田原       |       |
| 湘南新宿ライン | 快速       | 籠原←         | 籠原←   | 籠原←   | 籠原←   | 籠原←    | 籠原←    | 籠原←   | 籠原←   | 1本  | 1本 | 1本  | 1本  | 1本 | 1本  | →平塚     | →平塚         |       |
| 湘南新宿ライン | 快速       | 宇都宮←       | 宇都宮← | 宇都宮← | 宇都宮← | 宇都宮←  | 宇都宮←  | 宇都宮← | 宇都宮← | 1本  | 1本 | 1本  | 1本  | 1本 | 1本  | →逗子     | →逗子         | →逗子 |
| 湘南新宿ライン | 普通       | 宇都宮←       | 宇都宮← | 宇都宮← | 宇都宮← | 宇都宮←  | 宇都宮←  | 宇都宮← | 宇都宮← | 1本  | 1本 | 1本  | 1本  | 1本 | 1本  | →逗子     | →逗子         | →逗子 |

平日夕・夜時間帯は17時から21時台まで通勤快速が毎時3本、その合間に各駅停車が3本運行される。りんかい線との直通は毎時6本である。22時台以降は通勤快速の本数が減り、23時台以降はすべて各駅停車の運転となる。また、金曜日（祝日の場合は木曜日）の終電直前のみ運行される各駅停車が1本設定されている。かつては新宿駅を23時47分に発車する通勤快速川越行き（土休日は快速）があり、JR東日本の中で複々線区間以外としては比較的遅い時間帯に運行する快速系統の列車であったものの、2019年11月30日のダイヤ改正で廃止された。
休日ダイヤでは通勤快速の運行がなく、快速が6時台から21時台まで、おおむね20分間隔で運行される。日中は平日と同様のダイヤであり、朝・夕夜は日中のダイヤパターンに各駅停車を毎時1 - 2本加えたダイヤである。
種別を問わず新宿駅発着の列車は、池袋駅で湘南新宿ラインと対面乗り換えできるケースが多く、渋谷駅・恵比寿駅・大崎駅、さらに大崎駅で始発列車に乗り換えればりんかい線方面まで、大崎駅・新木場駅直通列車を待たず先着することも多い。

## 使用車両
本節では、埼京線に使用されている車両について記述する。
営業列車は全て4扉ロングシートの通勤形電車が使用されており、開業時から全区間10両編成で運転されている。このほか、配給や検測車などの入線もあるが省略する。

### 現用車両
E233系7000番台
2013年6月30日より運用を開始した。31編成310両が2014年1月までに投入され、後述の205系を順次置き換えた。相鉄線との直通運転のため、2019年1月より7編成70両が追加投入された。車体には、緑15号（ ）の帯をまとっている。

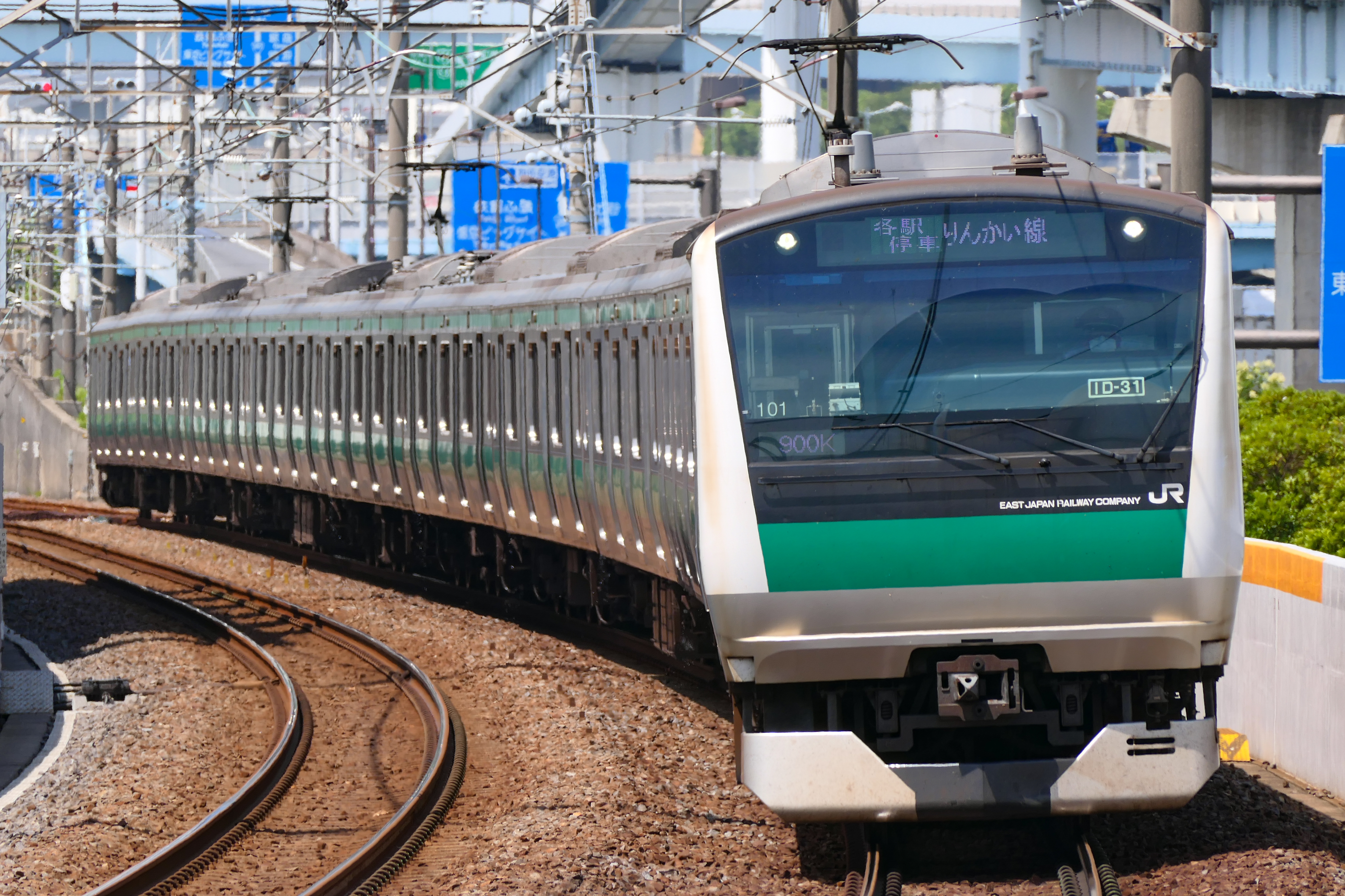
E233系7000番台

### 乗り入れ車両

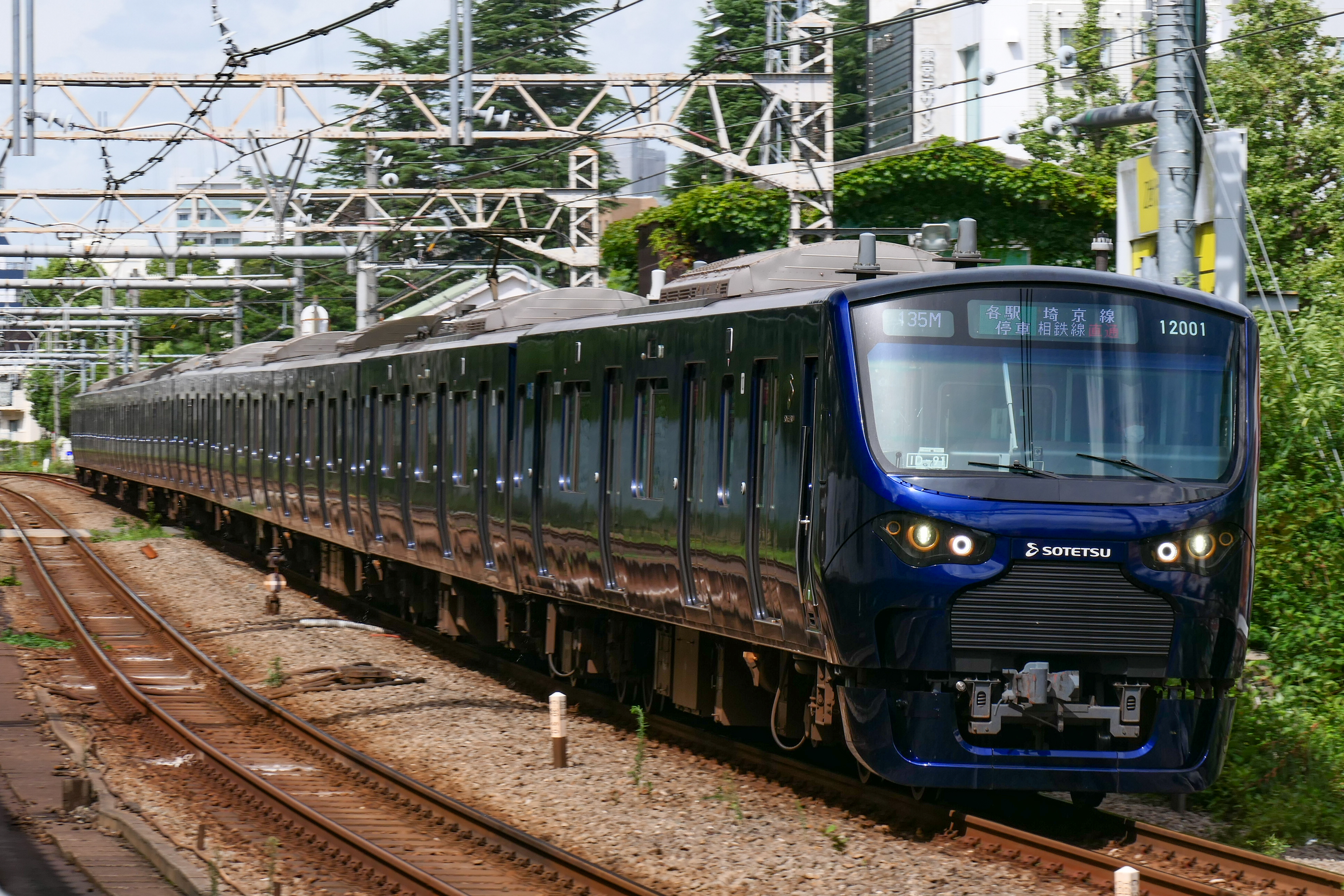
相模鉄道 12000系

東京臨海高速鉄道・相鉄の車両は互いの路線を運行できない。
東京臨海高速鉄道
70-000形

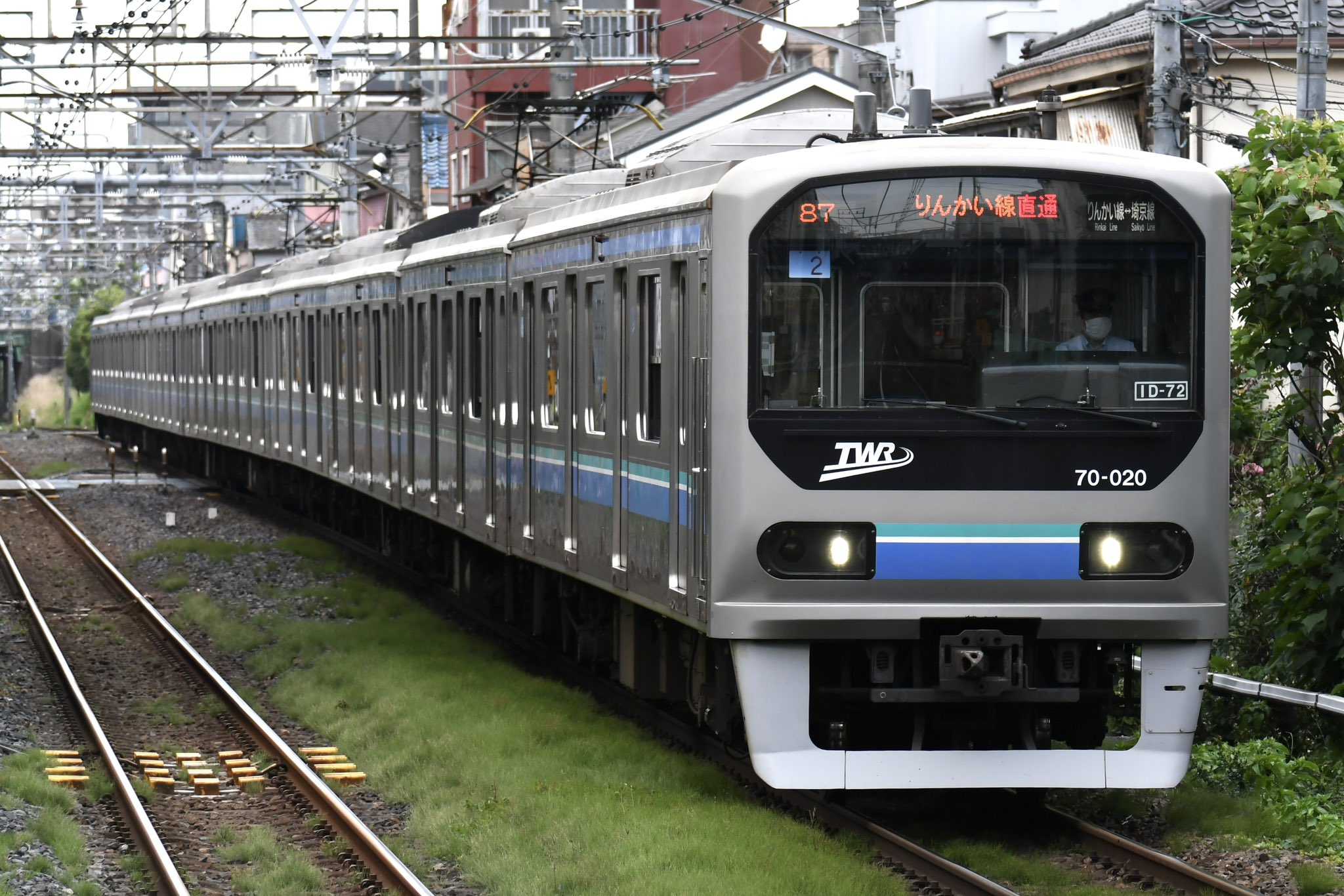
東京臨海高速鉄道 70-000形

相模鉄道
12000系
2019年11月30日より相鉄の車両として、初めて他社線への直通運転を開始した。当初、新宿駅まで直通していたが、2021年3月15日以降は平日のみ池袋駅まで直通している。また、代走などや回送列車での板橋駅電留線入線を除き、通常ダイヤでは池袋駅以北および川越線内への営業列車としての直通運転はない。
- 相模鉄道 12000系

### 過去の使用車両
- 103系[28]（1985年9月30日 - 1990年12月10日）
- 205系[29]（1989年7月1日 - 2016年10月27日）

車体塗装として、ステンレス車両である205系は緑15号（ ）の帯だったが、開業時に導入された103系電車は車体色に山手線と同じ黄緑6号（ ）を使用していた。103系は当初、埼京線用塗装（カラーリングについては不明）の導入が検討されたが、塗装の試験結果が芳しくなかったことや山手線の205系での統一が決まっていたこと、経費節減の観点もあり、黄緑6号のままで使用していた。

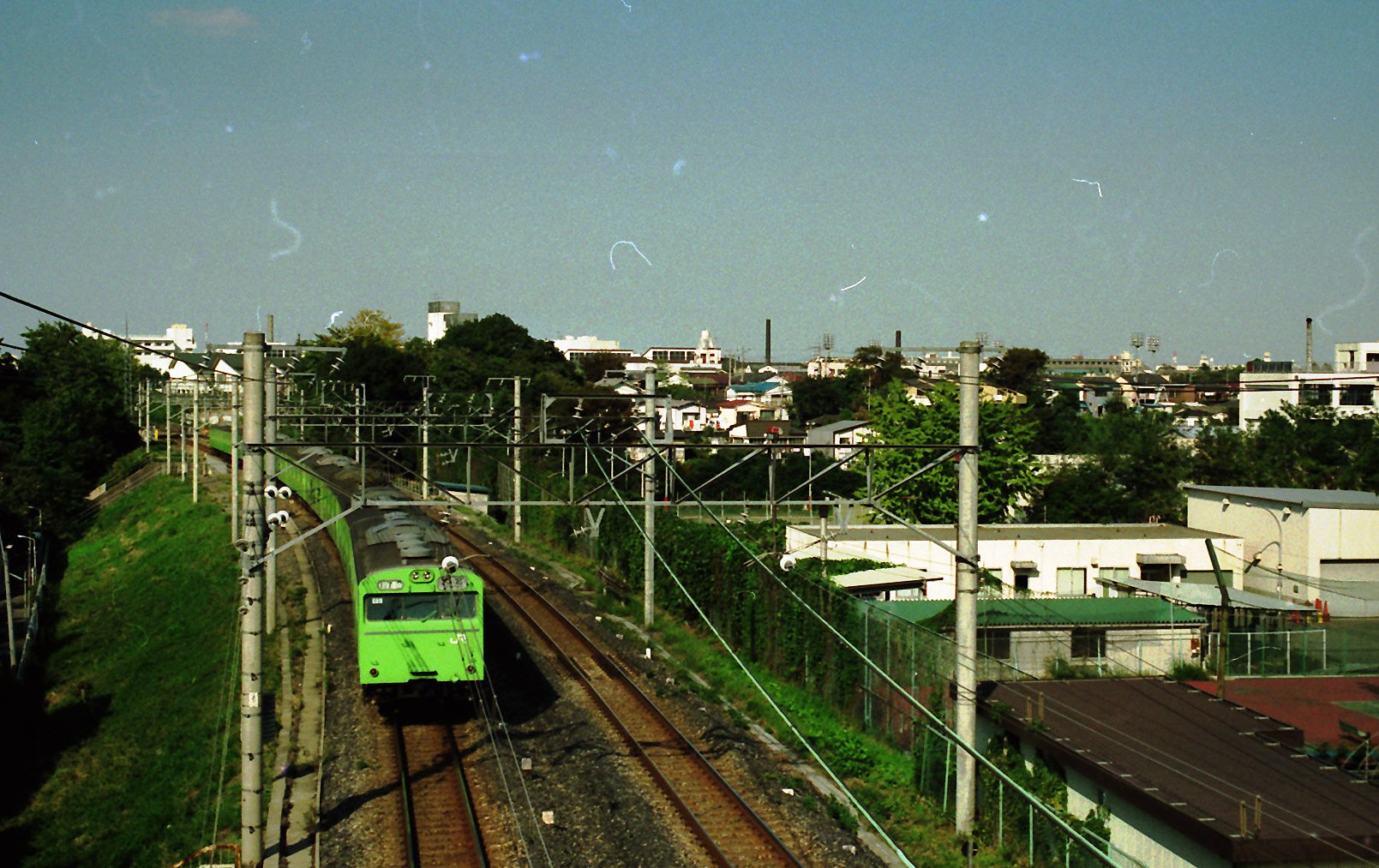
103系
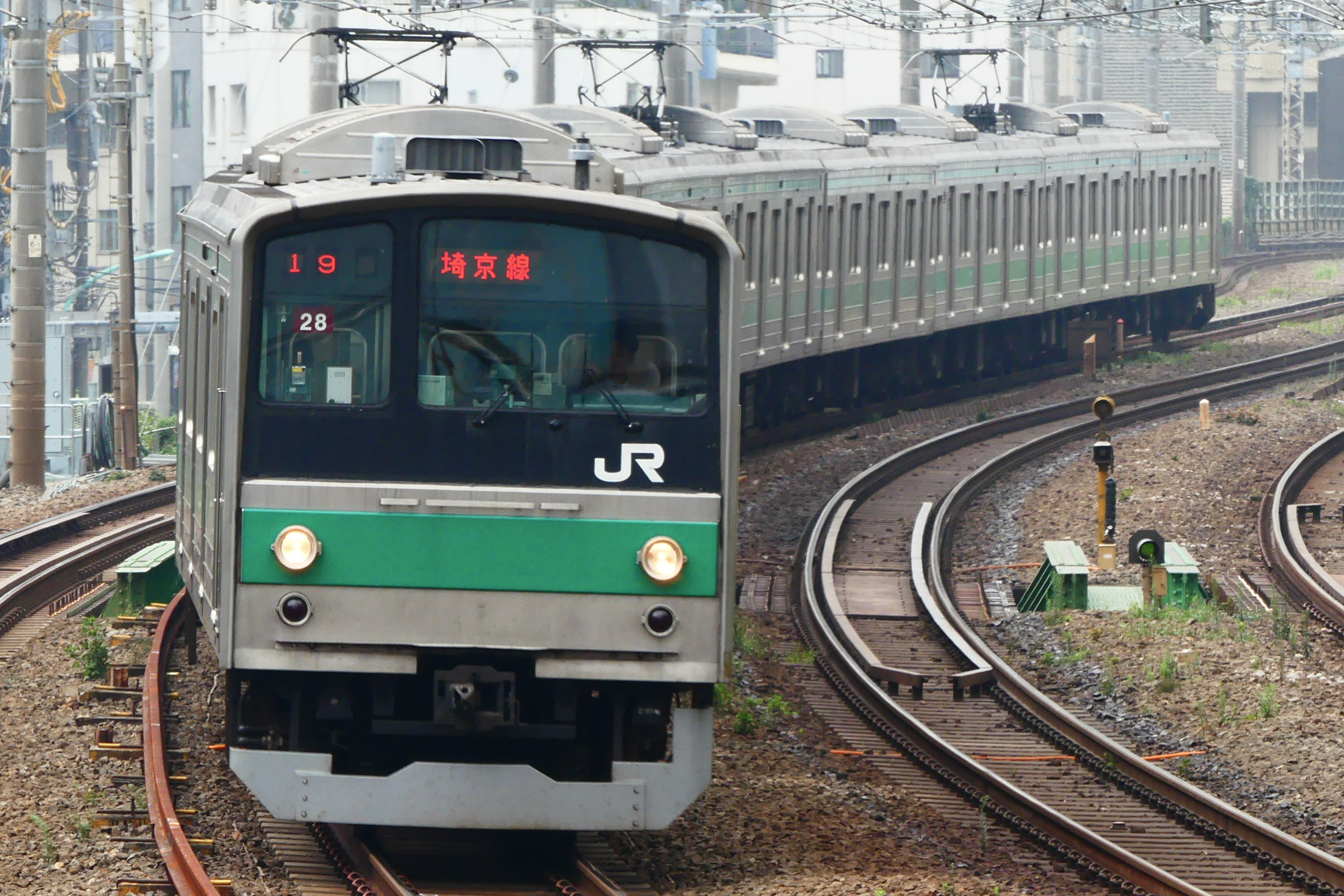
205系

また、高速度走行試験や線路状態確認のための試運転として、下記の車両が入線した。なお、両車ともに現用中（253系に関しては東武直通特急化改造済）ではあるものの、保安装置の関係上入線することはできない。
- 253系[31]。
- 209系（MUE-Train）

## 沿線概況
本節では、現行の運転区間のうち、通勤新線、すなわち東北本線の別線として開業した赤羽駅 - 大宮駅間を「赤羽駅 - 武蔵浦和駅間」「武蔵浦和駅 - 大宮駅間」の小節に分けて記述する。なお、山手線と並行区間である大崎駅 - 池袋駅間は山手線#沿線概況を、赤羽線区間である池袋駅 - 赤羽駅間は赤羽線#沿線概況を、乗り入れ先の川越線大宮駅 - 川越駅は川越線#沿線概況を参照。（本節全体の出典：）

### 赤羽駅 - 武蔵浦和駅間
赤羽駅の埼京線ホームは、国鉄赤羽線時代の1983年3月2日から使用されている。このホームの完成は埼京線の先取りであり、1面2線で下り大宮方に引上線1線を設けて、この引上線を使用して赤羽着の列車が折り返す。赤羽駅を出ると、上下線の間に引上線を挟みながら、東北貨物線などとしばらく並行し、北西側へカーブすると、東北・上越・北陸新幹線の高架とほぼ同じ高さまで並んだところで、15〜20‰の勾配がある赤羽台トンネルに突入する。このトンネルの真上は、星美学園の敷地で、幼稚園から星美学園小・中・高、短大まである。この学園は、同トンネル建設などに対して最後まで反対していた（詳細は後述、東北・上越新幹線反対運動、赤羽台トンネル#反対運動を参照）。トンネルを抜けると、線路は西へ向き新幹線と並走しながら環八通りをオーバークロスして北赤羽駅へ至る。北赤羽駅は、駅の真ん中に新河岸川が流れており、ホームはそこを跨ぐように設置され改札口は浮間舟渡方が浮間口、赤羽方が赤羽口となっている。北赤羽駅を出ると、北側に荒川の土手を見ながら浮間舟渡駅へ至る。浮間舟渡駅は、東京都北区浮間と板橋区舟渡との境にホームが設置されているが、所在地は北区浮間4丁目となっている。駅は南の新河岸川と北の荒川に挟まれた場所にあり、駅前広場のすぐ北側には都立浮間公園がある。園内には浮間ヶ池が存在するが、これは荒川がこの付近で大きく南に蛇行し、1928年（昭和3年）ころに荒川が直線化された際の名残である。当駅は赤羽方から大きく北側へカーブしているため、ホームもそれに沿ってカーブしている。浮間舟渡駅を出ると再び勾配を上がりながら線路は北を向き、西側から中山道（国道17号）が近づき、並走すると荒川を渡り、荒川を渡り終えると北西側へ勾配を下りながらカーブして、中山道をオーバークロスするとともに菖蒲川を渡り、西側に戸田漕艇場とその奥の戸田競艇場を見ながら、戸田公園駅へ至る。
戸田公園駅は、埼京線における埼玉県内最南端の駅で、外側に通過線を設けた1面4線の構造を持ち、快速が停車する。前述の戸田漕艇場と戸田競艇場の最寄駅で、この駅の南西側に笹目川およびオリンピック通りと名付けられた埼玉県道68号練馬川口線が通っている。戸田市はこの駅と戸田駅、北戸田駅の3駅が存在する。これは東北新幹線の建設計画とその後の「通勤新線」建設計画の時に、戸田市が国鉄側との協議で市内に3駅設置することと1つを快速停車駅にすることを要望し、それが希望通りになったため、「戸田」と付く駅が3駅連続する。ただし、戸田公園駅には平日朝夕運転の通勤快速は停車しない。戸田公園駅を出ると、戸田駅へ至り北西には戸田市スポーツセンターと戸田市立郷土博物館があり、戸田駅が最寄となっている。戸田駅を出ると、西側へカーブしながらさらに勾配を上がり、北戸田駅へ至る。北戸田駅は高架線にある駅の中で一番高いところにある駅（近隣のマンション7階相当）で、駅を出てすぐに笹目川を渡った後、東京外環自動車道と並行する国道298号をオーバークロスしたのち、北東側へカーブし下り勾配を下った先からさらに、北東へカーブし内側へ待避線が分岐するポイント付近の西側には、ロッテ浦和工場があり、工場南側にはプロ野球千葉ロッテマリーンズ2軍の練習拠点となっているロッテ浦和球場がある。それらを過ぎると武蔵浦和駅へ至る。
この区間の各駅のホームは、基本的には1面2線であるが、戸田公園駅のみ外側へ通過線を設けた構造となっている。

### 武蔵浦和駅 - 大宮駅間
武蔵浦和駅は武蔵野線との接続駅で、緩急接続や当駅始発列車などを考慮して2面4線の構造となっている。武蔵野線では元々この場所には田島信号場が存在していたが、埼京線の開業と同時に武蔵野線にも当駅が設置され、田島信号場は当駅に統合される形で廃止された。ただし、埼京線とは約150m離れているため、連絡通路が設けられている。埼京線は当駅の大宮方すぐで、武蔵野線は府中本町方から50m程西浦和駅に寄ったところで立体交差している。なお、武蔵野線はこの場所付近で浦和支線が分岐・合流している。武蔵浦和駅を出ると、内側からの待避線が合流、中浦和駅に至り、中浦和駅の真下には、武蔵野線の貨物支線大宮支線及び浦和支線の合流地点の別所信号場がある。この駅は旧・浦和市（現・さいたま市浦和区）の中心に近いことから「中浦和」と命名された。中浦和駅からは直線となり、次の南与野駅手前で旧・与野市（現・さいたま市中央区）に入る。ここから次の与野本町駅、北与野駅と「与野」と付く駅が前述の「戸田」と同様に3駅続くが、これも戸田市同様の要望を旧・与野市が出していたためであり、戸田市は快速停車駅を都内寄りの戸田公園駅としたのに対し、旧・与野市は中心部に近い与野本町駅にして、3駅の真ん中の駅を快速停車駅とした。2019年11月30日のダイヤ改正で快速電車の停車駅が変更され、武蔵浦和駅 - 大宮駅間は各駅に停車するようになったため、与野地区の3駅すべてに快速が停車するようになった。南与野駅は、戸田公園駅と同様に外側に通過線をもつ。南与野駅の近くには埼玉大学が位置しており、駅前から多くのバスが出ている。南与野駅を出ると与野本町駅に至るが、この駅は開業当初より快速が停車していた（ただし通勤快速は通過）。この駅の所在地が旧・与野市本町東（現・さいたま市中央区本町東）のため「与野本町」と命名された。この駅の南西には彩の国さいたま芸術劇場がある。
与野本町駅を出ると、東側にさいたま市中央区役所（旧・与野市役所）を見ながら北東へカーブし、鴻沼川を渡ると北与野駅へ至る。北与野駅は旧・大宮操駅（現・大宮操車場）の西側に位置し、駅北東にはさいたまスーパーアリーナが、東側にはさいたま新都心合同庁舎1号館などの旧・大宮操駅跡地を再開発したさいたま新都心のビル群がある。また、駅の真下を中山道（国道17号）がアンダークロスしており、宇都宮線さいたま新都心駅とは高架歩道（北与野デッキ）で結ばれている。北与野駅を出るとすぐに北側へカーブしながら、新幹線の線路が上り勾配で当線の真上に位置すると、東側から来る東北貨物線などの線に寄る。そこから34‰の下り勾配で下り、大宮駅手前で地下トンネルへ突入し、大宮駅発着列車用のタブルクロッシングを通過すると、やや東側へカーブしてその先の大宮駅地下1階のホームへ入る。大宮駅地下ホームは、島式2面4線の構造で大宮駅新幹線ホームの地下部分に位置している。武蔵浦和方・川越方の両方にタブルクロッシングポイントを設けてあり、両方へ当駅から発着する列車の転線が可能になっている。
この区間の各駅のホームは、前述の赤羽駅 - 武蔵浦和駅間と同様に1面2線であるが、南与野駅は、外側へ通過線を設けた構造となっている。

## データ

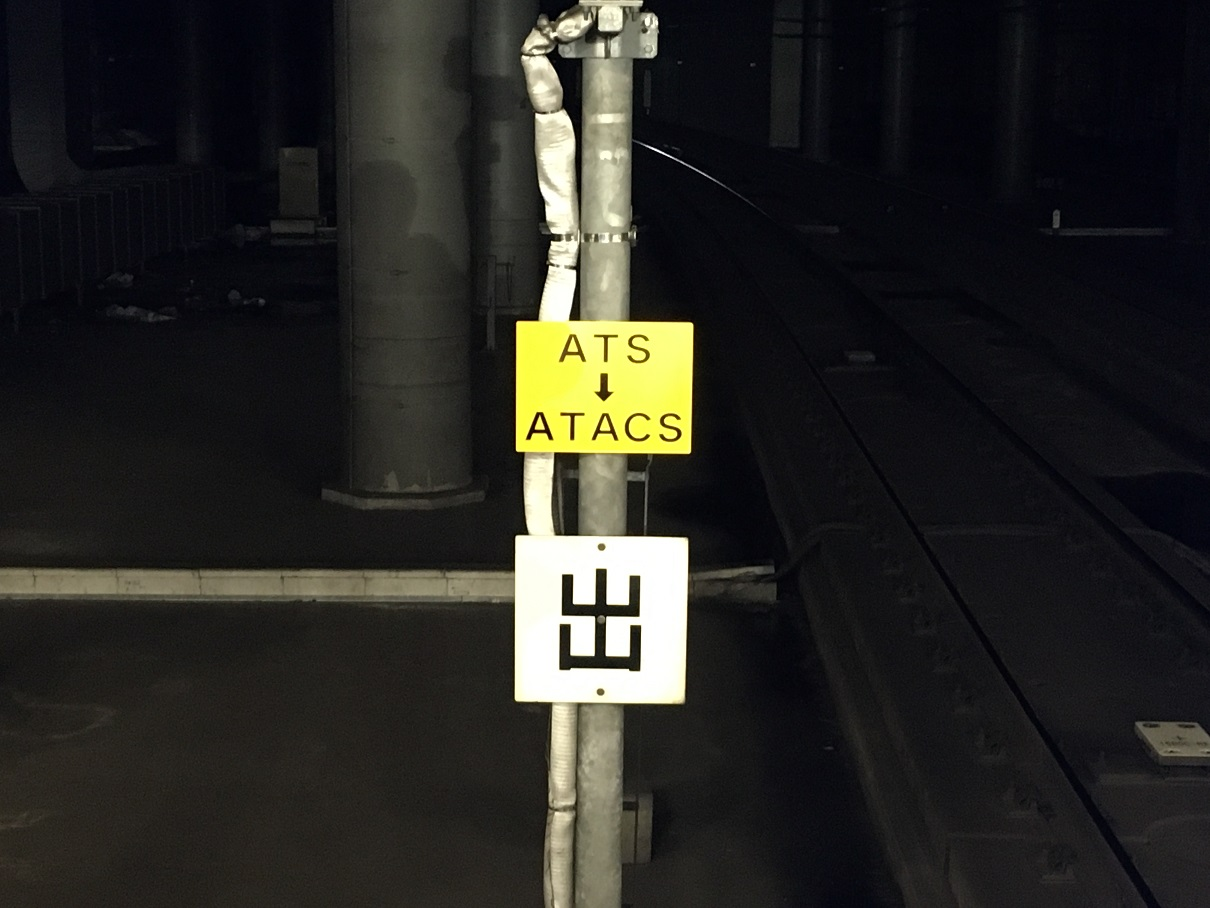
大宮駅埼京線ホームにあるATS→ATACSへの切り替え指示標識。
この標識の前後で川越線から埼京線へ入るため、保安装置の切り替えを促すもの。

### 路線データ
- 区間（営業キロ）：36.9km
  - 大崎駅 - 池袋駅間（山手線（山手貨物線））：13.4km
  - 池袋駅 - 赤羽駅間（赤羽線）：5.5km
  - 赤羽駅 - 武蔵浦和駅 - 大宮駅間（東北本線（支線））：18.0km
- 管轄（事業種別）：東日本旅客鉄道（第一種鉄道事業者）
- 軌間：1,067mm
- 駅数：19
- 複線区間：全線
- 電化区間：全線（直流1,500V・架空電車線方式）
- 運転方式
  - 自動閉塞式：大崎駅 - 池袋駅間
  - ATC方式：池袋駅 - 大宮駅間
- 保安装置
  - ATS-P：大崎駅 - 池袋駅間
  - ATACS：池袋駅 - 大宮駅間[報道 4]
- 最高速度
  - 大崎駅 - 板橋駅間：95km/h
  - 板橋駅 - 赤羽駅間：90km/h
  - 赤羽駅 - 大宮駅間：100km/h
- 運転指令所：東京総合指令室
  - 準運転取扱駅（異常時、入換時は駅が信号を制御）：大崎駅・新宿駅・池袋駅・赤羽駅
- 列車運行管理システム：東京圏輸送管理システム (ATOS)
- 大都市近郊区間：全線（東京近郊区間）
- 電車特定区間：全線
- IC乗車カード対応区間：全線（Suicaの首都圏エリア）

大崎駅 - 浮間舟渡駅間が首都圏本部、戸田公園駅 - 大宮駅間が大宮支社の管轄であり、浮間舟渡駅 - 戸田公園駅間に支社境界がある。

### 利用状況
2023年度の最混雑区間（板橋→池袋間）の混雑率は160%である。2010年度以前は当該区間の混雑率が200%で高止まりしており、首都圏の鉄道路線でも屈指の混雑区間であったが、2011年度に赤羽 - 大宮間の開業以降では初めて200%を下回った。さらに、2013年度は広幅車両を導入したため、若干であるが混雑緩和が見られるようになった。朝ラッシュ時は約3分間隔であるが、池袋以南で湘南新宿ラインと線路を共用するため、これ以上の増発は困難である。
東京都と埼玉県を結ぶ鉄道路線で最も混雑率が高く、2012年度以降は池袋 - 赤羽間（赤羽線）の一日平均通過人員が70万人を越えている。赤羽 - 大宮間は京浜東北線の西側を通るが、各駅の乗車人員は京浜東北線よりも少ない。同区間の単独駅で一日平均乗車人員が3万人を上回るのは戸田公園駅のみである。
2001年度の一日平均通過人員は池袋 - 板橋間が最も多く、673,169人である。板橋 - 十条間は646,096人、十条 - 赤羽間は627,887人である。赤羽で通過人員が大幅に減少し、赤羽 - 北赤羽間が226,545人である。それ以降も大宮方向に進むに連れて通過人員が減少する。与野本町 - 北与野間が最も少なく、89,691人である。北与野 - 大宮間は通過人員が若干増加し、89,749人である。
| 年度               | 最混雑区間（板橋 → 池袋間）輸送実績 | 最混雑区間（板橋 → 池袋間）輸送実績 | 最混雑区間（板橋 → 池袋間）輸送実績 | 最混雑区間（板橋 → 池袋間）輸送実績 | 特記事項                                                          |
| 年度               | 運転本数：本                        | 輸送力：人                          | 輸送量：人                          | 混雑率：%                           | 特記事項                                                          |
| ------------------ | ----------------------------------- | ----------------------------------- | ----------------------------------- | ----------------------------------- | ----------------------------------------------------------------- |
| 1980年（昭和55年） | 11                                  | 12,320                              | 36,270                              | 294                                 |                                                                   |
| 1981年（昭和56年） | 11                                  | 12,320                              |                                     |                                     |                                                                   |
| 1982年（昭和57年） | 11                                  | 12,320                              | 36,490                              | 296                                 |                                                                   |
| 1983年（昭和58年） | 11                                  | 15,400                              | 37,110                              | 241                                 |                                                                   |
| 1984年（昭和59年） | 11                                  | 15,400                              | 37,740                              | 245                                 |                                                                   |
| 1985年（昭和60年） | 14                                  | 19,600                              | 43,940                              | 224                                 | 1985年9月30日、赤羽 - 大宮間開業。1986年3月3日、新宿 - 池袋間開業 |
| 1986年（昭和61年） | 16                                  | 22,400                              | 47,940                              | 214                                 |                                                                   |
| 1987年（昭和62年） | 16                                  | 22,400                              | 57,060                              | 255                                 |                                                                   |
| 1988年（昭和63年） | 16                                  | 22,400                              | 47,100                              | 210                                 |                                                                   |
| 1989年（平成元年） | 17                                  | 23,800                              | 47,900                              | 201                                 |                                                                   |
| 1990年（平成02年） | 17                                  | 23,800                              | 51,871                              | 218                                 |                                                                   |
| 1991年（平成03年） | 18                                  | 25,200                              | 58,210                              | 231                                 | 最混雑区間を池袋→新宿間に変更                                     |
| 1992年（平成04年） | 18                                  | 25,200                              | 58,650                              | 233                                 |                                                                   |
| 1993年（平成05年） | 18                                  | 25,200                              |                                     |                                     |                                                                   |
| 1994年（平成06年） | 18                                  | 25,200                              | 59,400                              | 236                                 |                                                                   |
| 1995年（平成07年） | 18                                  | 25,200                              | 59,500                              | 236                                 | 1996年3月16日、恵比寿 - 新宿間開業                                |
| 1996年（平成08年） | 19                                  | 26,600                              | 63,300                              | 238                                 |                                                                   |
| 1997年（平成09年） | 20                                  | 28,000                              | 64,230                              | 229                                 |                                                                   |
| 1998年（平成10年） | 20                                  | 28,000                              | 59,300                              | 212                                 |                                                                   |
| 1999年（平成11年） | 20                                  | 28,000                              | 58,520                              | 209                                 |                                                                   |
| 2000年（平成12年） | 20                                  | 28,000                              | 58,940                              | 211                                 |                                                                   |
| 2001年（平成13年） | 20                                  | 28,000                              | 58,980                              | 211                                 | 2001年12月1日、湘南新宿ライン開業                                 |
| 2002年（平成14年） | 20                                  | 28,000                              | 58,250                              | 208                                 | 2002年12月1日、大崎 - 恵比寿間開業。りんかい線との直通運転開始    |
| 2003年（平成15年） | 20                                  | 28,000                              | 59,200                              | 211                                 |                                                                   |
| 2004年（平成16年） | 20                                  | 28,000                              | 56,734                              | 203                                 | 最混雑区間を板橋→池袋間に変更                                     |
| 2005年（平成17年） | 20                                  | 28,000                              | 55,980                              | 200                                 |                                                                   |
| 2006年（平成18年） | 20                                  | 28,000                              | 55,890                              | 200                                 |                                                                   |
| 2007年（平成19年） | 20                                  | 28,000                              | 55,870                              | 200                                 |                                                                   |
| 2008年（平成20年） | 20                                  | 28,000                              | 55,970                              | 200                                 |                                                                   |
| 2009年（平成21年） | 20                                  | 28,000                              | 55,980                              | 200                                 |                                                                   |
| 2010年（平成22年） | 20                                  | 28,000                              | 56,120                              | 200                                 |                                                                   |
| 2011年（平成23年） | 20                                  | 28,000                              | 55,510                              | 198                                 |                                                                   |
| 2012年（平成24年） | 20                                  | 28,000                              | 55,180                              | 197                                 |                                                                   |
| 2013年（平成25年） | 19                                  | 27,720                              | 52,620                              | 190                                 | 広幅車両導入年度                                                  |
| 2014年（平成26年） | 19                                  | 27,880                              | 52,400                              | 188                                 | 2015年3月14日、上野東京ライン開業                                 |
| 2015年（平成27年） | 19                                  | 27,960                              | 51,120                              | 183                                 |                                                                   |
| 2016年（平成28年） | 19                                  | 27,960                              | 50,430                              | 180                                 |                                                                   |
| 2017年（平成29年） | 19                                  | 27,960                              | 51,680                              | 185                                 |                                                                   |
| 2018年（平成30年） | 19                                  | 27,960                              | 51,050                              | 183                                 |                                                                   |
| 2019年（令和元年） | 19                                  | 27,960                              | 51,850                              | 185                                 |                                                                   |
| 2020年（令和02年） | 19                                  | 27,960                              | 35,470                              | 127                                 |                                                                   |
| 2021年（令和03年） | 19                                  | 27,960                              | 36,860                              | 132                                 |                                                                   |
| 2022年（令和04年） | 19                                  | 27,960                              | 41,770                              | 149                                 |                                                                   |
| 2023年（令和05年） | 19                                  | 28,040                              | 44,960                              | 160                                 |                                                                   |

## 駅一覧
埼京線大崎駅 - 大宮駅間の設置駅と停車種別・接続路線・所在地などを以下に一覧表として示す。
- 色は、東北本線支線区間の各駅に付けられた色を示す。
- 特定都区市内の適用範囲の駅 ： 山＝東京山手線内、区＝東京都区内
- 営業キロ ： 東北本線支線区間である赤羽駅 - 大宮駅間を挟んでの乗車に際しては、埼京線経由よりも0.9km短い東北本線（本線）浦和駅経由の営業キロ数を用いて運賃計算を行う
- 停車駅
  - 各駅停車：下表の全駅に停車
  - 快速・通勤快速：●印の駅は停車、｜印の駅は通過。川越線およびりんかい線内はすべて各駅に停車する
- 接続路線欄 ： 東日本旅客鉄道の路線名は運転系統上の名称（正式路線名とは異なる）。駅名が異なる場合は⇒印で駅名を記す。
- 駅番号は、直通運転を行っている東京臨海高速鉄道りんかい線からの通し番号となっている。
- 板橋駅 - 十条駅間および浮間舟渡駅 - 戸田公園駅間で板橋区を通過するが、駅は設置されていない。

| 正式路線名 | 走行線路     | 駅番号 | 駅名          | 色 | 営業キロ | 営業キロ      | 営業キロ      | 快速 | 通勤快速 | 接続路線 | 所在地 | 所在地     | 所在地 |
| 正式路線名 | 走行線路     | 駅番号 | 駅名          | 色 | 駅間     | 累計          | 累計          | 快速 | 通勤快速 | 接続路線 | 所在地 | 所在地     | 所在地 |
| ---------- | ------------ | ------ | ------------- | -- | -------- | ------------- | ------------- | ---- | -------- | --- | ------ | ---------- | ------ |
| 山手線     | 山手貨物線   | JA 08  | 大崎駅 山区   | -  | -        | 品川 から 2.0 | 大崎 から 0.0 | ●    | ●        | 東京臨海高速鉄道： りんかい線 (R 08)〈新木場駅まで直通運転〉 東日本旅客鉄道： 湘南新宿ライン (JS 17)・ 相鉄線直通〈相鉄線海老名駅まで直通運転〉・ 山手線 (JY 24) | 東京都 | 品川区     | 品川区 |
| 山手線     | 山手貨物線   | JA 09  | 恵比寿駅 山区 | -  | 3.6      | 5.6           | 3.6           | ●    | ●        | 東日本旅客鉄道： 湘南新宿ライン (JS 18)・ 相鉄線直通・ 山手線 (JY 21) 東京地下鉄： 日比谷線 (H-02) | 東京都 | 渋谷区     | 渋谷区 |
| 山手線     | 山手貨物線   | JA 10  | 渋谷駅 山区   | -  | 1.6      | 7.2           | 5.2           | ●    | ●        | 東日本旅客鉄道： 湘南新宿ライン (JS 19)・ 相鉄線直通・ 山手線 (JY 20) 東急電鉄： 東横線 (TY01)・ 田園都市線 (DT01) 京王電鉄： 井の頭線 (IN01) 東京地下鉄： 銀座線 (G-01)・ 半蔵門線 (Z-01)・ 副都心線 (F-16) | 東京都 | 渋谷区     | 渋谷区 |
| 山手線     | 山手貨物線   | JA 11  | 新宿駅 山区   | -  | 3.4      | 10.6          | 8.6           | ●    | ●        | 東日本旅客鉄道： 中央線（快速）(JC 05)・ 中央・総武線（各駅停車）(JB 10)・ 湘南新宿ライン (JS 20)・ 相鉄線直通・ 山手線 (JY 17) 京王電鉄： 京王線・京王新線 (KO01) 小田急電鉄： 小田原線 (OH01) 東京地下鉄： 丸ノ内線 (M-08) 都営地下鉄： 新宿線 (S-01) 都営地下鉄： 大江戸線 ⇒新宿駅 (E-27)・新宿西口駅 (E-01) 西武鉄道： 新宿線 ⇒西武新宿駅 (SS01)  | 東京都 | 渋谷区     | 渋谷区 |
| 山手線     | 山手貨物線   | JA 11  | 新宿駅 山区   | -  | 3.4      | 10.6          | 8.6           | ●    | ●        | 東日本旅客鉄道： 中央線（快速）(JC 05)・ 中央・総武線（各駅停車）(JB 10)・ 湘南新宿ライン (JS 20)・ 相鉄線直通・ 山手線 (JY 17) 京王電鉄： 京王線・京王新線 (KO01) 小田急電鉄： 小田原線 (OH01) 東京地下鉄： 丸ノ内線 (M-08) 都営地下鉄： 新宿線 (S-01) 都営地下鉄： 大江戸線 ⇒新宿駅 (E-27)・新宿西口駅 (E-01) 西武鉄道： 新宿線 ⇒西武新宿駅 (SS01)  | 東京都 | 新宿区     |        |
| 山手線     | 山手貨物線   | JA 12  | 池袋駅 山区   | -  | 4.8      | 15.4          | 13.4          | ●    | ●        | 東日本旅客鉄道： 湘南新宿ライン (JS 21)・ 山手線 (JY 13) 東武鉄道： 東上線 (TJ-01) 西武鉄道： 池袋線 (SI01) 東京地下鉄： 丸ノ内線 (M-25)・ 有楽町線 (Y-09)・ 副都心線 (F-09) | 東京都 | 豊島区     | 豊島区 |
| 赤羽線     | 赤羽線       | JA 12  | 池袋駅 山区   | -  | 4.8      | 池袋 から 0.0 | 13.4          | ●    | ●        | 東日本旅客鉄道： 湘南新宿ライン (JS 21)・ 山手線 (JY 13) 東武鉄道： 東上線 (TJ-01) 西武鉄道： 池袋線 (SI01) 東京地下鉄： 丸ノ内線 (M-25)・ 有楽町線 (Y-09)・ 副都心線 (F-09) | 東京都 | 豊島区     | 豊島区 |
| 赤羽線     | 赤羽線       | JA 13  | 板橋駅 区     | -  | 1.8      | 1.8           | 15.2          | ●    | ●        | 都営地下鉄： 三田線 ⇒新板橋駅 (I-17) | 東京都 | 北区       | 北区   |
| 赤羽線     | 赤羽線       | JA 14  | 十条駅 区     | -  | 1.7      | 3.5           | 16.9          | ●    | ●        | | 東京都 | 北区       | 北区   |
| 赤羽線     | 赤羽線       | JA 15  | 赤羽駅 区     | -  | 2.0      | 5.5           | 18.9          | ●    | ●        | 東日本旅客鉄道： 京浜東北線 (JK 38)・ 宇都宮線（東北線）（上野東京ライン）・ 高崎線（上野東京ライン）(JU 04)・ 湘南新宿ライン (JS 22) | 東京都 | 北区       | 北区   |
| 東北本線   | 東北本線支線 | JA 15  | 赤羽駅 区     | -  | 2.0      | 赤羽 から 0.0 | 18.9          | ●    | ●        | 東日本旅客鉄道： 京浜東北線 (JK 38)・ 宇都宮線（東北線）（上野東京ライン）・ 高崎線（上野東京ライン）(JU 04)・ 湘南新宿ライン (JS 22) | 東京都 | 北区       | 北区   |
| 東北本線   | 東北本線支線 | JA 16  | 北赤羽駅 区   |    | 1.5      | 1.5           | 20.4          | ｜   | ｜       | | 東京都 | 北区       | 北区   |
| 東北本線   | 東北本線支線 | JA 17  | 浮間舟渡駅 区 |    | 1.6      | 3.1           | 22.0          | ｜   | ｜       | | 東京都 | 北区       | 北区   |
| 東北本線   | 東北本線支線 | JA 18  | 戸田公園駅    |    | 2.4      | 5.5           | 24.4          | ●    | ｜       | | 埼玉県 | 戸田市     | 戸田市 |
| 東北本線   | 東北本線支線 | JA 19  | 戸田駅        |    | 1.3      | 6.8           | 25.7          | ｜   | ｜       | | 埼玉県 | 戸田市     | 戸田市 |
| 東北本線   | 東北本線支線 | JA 20  | 北戸田駅      |    | 1.4      | 8.2           | 27.1          | ｜   | ｜       | | 埼玉県 | 戸田市     | 戸田市 |
| 東北本線   | 東北本線支線 | JA 21  | 武蔵浦和駅    |    | 2.4      | 10.6          | 29.5          | ●    | ●        | 東日本旅客鉄道： 武蔵野線 (JM 26) | 埼玉県 | さいたま市 | 南区   |
| 東北本線   | 東北本線支線 | JA 22  | 中浦和駅      |    | 1.2      | 11.8          | 30.7          | ●    | ｜       | | 埼玉県 | さいたま市 | 南区   |
| 東北本線   | 東北本線支線 | JA 23  | 南与野駅      |    | 1.7      | 13.5          | 32.4          | ●    | ｜       | | 埼玉県 | さいたま市 | 中央区 |
| 東北本線   | 東北本線支線 | JA 24  | 与野本町駅    |    | 1.6      | 15.1          | 34.0          | ●    | ｜       | | 埼玉県 | さいたま市 | 中央区 |
| 東北本線   | 東北本線支線 | JA 25  | 北与野駅      |    | 1.1      | 16.2          | 35.1          | ●    | ｜       | | 埼玉県 | さいたま市 | 中央区 |
| 東北本線   | 東北本線支線 | JA 26  | 大宮駅        | -  | 1.8      | 18.0          | 36.9          | ●    | ●        | 東日本旅客鉄道：■川越線〈川越駅まで直通運転〉・ 東北新幹線・山形新幹線・秋田新幹線・北海道新幹線・上越新幹線・北陸新幹線 ・ 京浜東北線 (JK 47)・ 宇都宮線（東北線）（上野東京ライン）・ 高崎線（上野東京ライン）(JU 07)・ 湘南新宿ライン (JS 24) 東武鉄道： 野田線（東武アーバンパークライン）(TD-01) 埼玉新都市交通： 伊奈線（ニューシャトル）(NS01) | 埼玉県 | さいたま市 | 大宮区 |

2022年度の時点で、上記全駅がJR東日本自社による乗車人員集計の対象となっている。
埼京線の東北本線支線区間の建設時は、両端の赤羽駅・大宮駅を除く各駅は北赤羽駅を「通勤新線第1駅」のように1から10までの番号で呼ばれていた。これらの北赤羽駅 - 北与野駅間の各駅（全10駅）はすべて新幹線に隣接した高架島式ホームであり似通った構造であるが、駅ごとに色が付けられ、他駅との差別化が図られている。また、これらの駅のホームはすべて小さい番号（武蔵浦和以外では1番線、武蔵浦和では3・4番線）が赤羽方面、大きい番号（武蔵浦和以外では2番線、武蔵浦和では5・6番線）が大宮方面に充てられている。
開業当初は戸田公園駅、武蔵浦和駅、与野本町駅のみにみどりの窓口があり定期券や回数券の集約販売を行っていた（その後、戸田公園駅、与野本町駅のみどりの窓口は閉鎖されている）。
2007年8月1日から戸田市内の埼京線3駅（戸田駅・戸田公園駅・北戸田駅）では上り線ホームの発車メロディに戸田市歌「ああわが戸田市」が採用されている。発車メロディに市歌が使われるのはさいたま市（浦和駅・北浦和駅・与野駅・さいたま新都心駅・大宮駅）、深谷市（深谷駅）に次いで埼玉県内で3番目である。

## 運賃計算上の特例
旅客営業規則第67条の規定では、「旅客運賃・料金は、旅客の実際乗車する経路及び発着の順序によつて計算する。」となっているが、埼京線のうち大崎駅 - 赤羽駅間で乗車する場合、同規則第70条から、また、赤羽駅 - 大宮駅間では同規則第69条の経路特定区間の設定が同区間に適用されており、普通旅客運賃・料金は最も短い営業キロによって計算され、経路の指定は行われない。よって、同区間は宇都宮線・京浜東北線と異なる経路を通っているが、実際には埼京線を通る場合でも、0.9km短い宇都宮線経由で運賃・料金で計算される。さらに、定期券にもこの特例が適用され、赤羽駅 - 大宮駅間では埼京線・京浜東北線どちらの途中駅でも乗降可能となる。

## エピソード
本節では、命名などに関するエピソードを記述する。

### 「埼京線」の命名
当時沿線自治体では「公園都市線」の名称が有力だったが、国鉄側が「東急田園都市線と似ている」と難色を示した。当時の国鉄のネーミングの常識は「沿線の中心となる都市名を使う」、「始発と終点から1字取る」、「始発か終点の都市名か駅名を使う」、「沿線の包括的地名を使う」であったため、埼玉県と東京都からそれぞれ1字ずつ取り命名したというエピソードがある。なお、「さいきょう」という読み方は湯桶読みである。
「さいきょう」の響きは「最強」にも通じ、「JR最強を誇る埼京線」と歌われたり、埼京線の車両にアニメ「最強王図鑑」の広告がラッピングされたりするなど、言葉遊びとして扱われる事例も見受けられる。

### 当時の沿線住民の反対運動
埼京線は乗車率が首都圏第4位の路線に成長したが、前述のとおり、当初国鉄は埼京線を具体的な案としていなかった。しかし、1971年10月1日に東北・上越新幹線の建設認可が下りると、戸田市民・浦和市（現・さいたま市）民・与野市（同）民と東京都北区民を中心とした東北新幹線建設反対の運動が起こり、沿線自治体の埼玉県や与野市、浦和市、戸田市、東京都と北区も相次いで建設反対の意思を示した。埼京線の併設を条件とする東北・上越新幹線の高架化案が1973年3月10日に発表されると、高架化すれば騒音問題が起きるなどと反対運動はさらに活発化、与野市・浦和市・戸田市の住民らによる建設反対住民運動組織が結成され、これが3市合同の「新幹線反対県南三市連合会（三市連）」に発展し、さらに、赤羽台トンネルの真上にある星美学園が強硬に反対を唱え、それに呼応するかのように北区の住民による「北区新幹線対策連絡協議会（北新連）」が組織された。そして当時の埼玉県はその提案を拒否する事態となった。
しかし、当時から埼玉県側の沿線自治体や住民にとって、ラッシュ緩和や通勤時の交通利便性の向上が切実な課題となっていた。特に戸田市は既存の鉄道路線から離れており、荒川を挟んで東京都板橋区や北区と接しているにもかかわらず交通アクセスが不便で、都心へ向かう際には京浜東北線の蕨駅・西川口駅・川口駅までバスで移動する必要があったため、市内に国鉄の駅がなかった与野市と戸田市は市内に駅を設置することと快速電車の停車を設定することを国鉄側へ要望した。国鉄が埼京線の併設を正式に表明したことなどを受け、自治体の反対姿勢も軟化し、住民側も反対運動は次第に下火となっていったが、与野・浦和・戸田3市の一部の住民は1980年4月に高架線での認可の取り消しを求める訴訟を、9月には北区の沿線11地区の住民が工事差し止めを求める訴訟をそれぞれ起こした。しかし、最後まで強硬に反対していた星美学園も1982年11月25日には補償問題について和解と合意に達したことで、3市の住民側は当時の埼玉県知事の提案などによって沈静化、北区の住民側の裁判も1984年10月3日に和解が成立し、最終的には自治体の要望が叶う形で埼京線の造設・運営が実現した。

## 埼京線開業後のトラブルや諸問題
本節では、開業初日に起こったトラブルやその後の諸問題を記述する。

### 開業初日のトラブル
1985年9月30日の開業初日、新機構として国電区間に初めて導入したPRC（自動制御装置）のシステム不具合が生じてダイヤ乱れなどの混乱が生じた。この機構は、CTC（列車集中制御装置）を埼京線に導入するにあたり、司令室でコンピューターにあらかじめ列車の運転順序・時刻を記憶させておき、これにより決められた列車の運転を行うもので、自動的に各駅や川越電車区（現・川越車両センター）の到着線・出発線の線路にポイントが切り替わる。また、列車の位置表示や進路表示、各駅の配線略図はCRT（ブラウン管ディスプレイ）に表示され、その中に列車位置・列車番号・信号表示・遅延時分などがカラーで表示されるという、当時としては近代的なシステムの導入をした。ところが、開業初日の朝からシステムに不具合が生じてポイントが自動的に切り替わらなくなり、池袋駅での開業記念祝賀行事も開始が遅れ、当日のダイヤも乱れて混乱し、さらに、このシステムの不具合対策が完了する1986年1月15日までは、手動での運行管理を強いられた。

### 騒音問題
東北・上越新幹線の高架化により、騒音や振動の問題が起きることを懸念した建設反対運動の「見返り」として建設された埼京線だが、新幹線と同様に騒音・振動の問題が懸念されていた。
開業前後の時期、より低騒音な車両として205系が開発されており、それを埼京線に投入する案もあったが、当時投入された山手線の205系が好評だったこと、当時の国鉄財政状況は最悪の状態であったため、国鉄は予算査定にシビアな姿勢で臨んでいた。
1984年12月、埼京線開業の目処が立ち、車両増強が必要となったため、1985年度発注分として205系を100両を発注した。これであれば、車両制作期間として6か月から8か月程度を見込んだ措置で、前年度の40両に比較して倍以上の数であっても、山手線および埼京線とも当時は10両編成であったので、編成組み換えなどの煩雑な作業による経費増加を抑えて転用することができると国鉄は計算していた。しかし、山手線の在籍車両は当時でも550両程あるため、1985年度の100両を投入しても山手線の置き換えは、到底完了できるものではなかった。山手線でさえこのような状況で、かつ新車を必要とする線区が数多くあった中、国鉄には埼京線に新車を回す余力はなく、埼京線への新車投入は見送られ、205系を投入した山手線から103系を捻出、その分を充当して運用せざるを得なくなった。
そして、実際に開業すると、隣を走る東北・上越新幹線の200系が最高速度110km/hで走行するよりも、埼京線の103系が最高速度100km/hで走行する方が10dB程騒音が高いという結果になった。これは、「103系の車両重量が重く、加速し高速走行すると甲高い音を発する外扇形の主電動機を使用していた影響」および「新幹線よりも埼京線の方が運転本数もはるかに多かったこと」によるものだった。沿線住民から「新幹線より騒音が高い」との苦情を受け、国鉄民営化後に新製投入された205系では車両の主電動機に冷却ファンをケース内に収めた内扇形を採用して低騒音化を図り、103系時代よりも走行音は小さくなった。さらに、その後投入されたE233系7000番台は「VVVFインバータ制御」になったため、205系よりも走行音は小さくなり、再度の車両置き換えによる騒音自体のさらなる低下と、埼京線がもたらす恩恵の大きさから、この問題は収束に向かっていった。

### 痴漢の多発及び対策
埼京線は何年間にもわたり痴漢が多発しており、新聞やテレビで取り上げられるほど深刻な事態になっている。一番多いのは1号車で、集団痴漢も発生している。
警視庁によると、2004年の首都圏路線での痴漢件数は2,201件と過去最悪を記録し、そのうち埼京線は217件と最多で、2位の中央線快速電車（188件）、3位の中央・総武各駅停車と京王線（121件）、5位の山手線（119件）を大きく引き離していた。これは新宿駅と渋谷駅の埼京線ホームの位置に課題があり、乗客が編成の大宮寄りに集中したため、身体が過度に密着し、さらに駅間が山手線より格段に長く、痴漢しやすい環境が整ってしまったためである（同じ列車の大崎寄りは空いていることが多々あった）。
その後、新宿駅新南口周辺の整備などによって混雑が分散され、痴漢の検挙件数は2005年から減少し、2010年の調査では埼京線の痴漢件数は100件となり、中央線快速の117件を下回った。
痴漢への対策として、JR東日本は以下の取り組みを行った。
女性専用車の導入
当路線には2001年7月より、JRの通勤型電車で初の女性専用車が設定された。設定車両は大崎側先頭車両である10号車。該当車両には女性専用車であることを示すステッカーが貼られ、ホーム上の乗車位置にも同様の表示が行われている。設定当初は、平日の深夜23時以降に新宿駅を発着する大宮方面行きの電車のみであったが、2005年4月4日からは平日朝のラッシュ時である7時30分 - 9時30分に新宿駅に発着する大崎方面行きの全電車にも設定された。
2019年12月からは、平日の7時30分から9時40分の間に新宿駅を発車する大崎方面行き全列車（相鉄直通を含む）と、23時00分以降に新宿駅を発車する川越方面行き全列車（相鉄直通は対象外）について、埼京線と直通運転する川越線・りんかい線の全区間で10号車を女性専用車両としている。

防犯カメラの設置
 ウィキニュースに関連記事があります。JR東日本、埼京線の一部車両に年内にも防犯カメラを設置へ 痴漢対策として
編成中で最も混雑している車両は1号車であり、女性専用車両導入後もなお痴漢多発の状況が続き、一向に改善が見られないため、2009年12月28日より、車内に防犯カメラが設置されることになった。防犯カメラは、試験的に当時32編成あった205系のうち1編成の1号車に2機設置された。2010年1月下旬には、カメラの台数を増やした2編成目も走らせた。
JR東日本ではこれまで、湘南新宿ラインなどのグリーン車のデッキにカメラを設置していたが、普通車として、および客室を対象としたものとしては当路線が初となった。
防犯カメラ設置後の2010年1月から2月の痴漢被害が前年同時期に比べ減っており（特に、強制わいせつ〈現在の不同意わいせつ〉事件は3分の1に減少）、効果が見られたことから同年6月以降、70-000形含む当線で運行されている全ての車両に車内防犯カメラを追加設置した。2013年6月から導入されたE233系7000番台にも設置されている。

### 渋谷駅ホーム移設事業
埼京線、及び湘南新宿ラインの渋谷駅ホームは、長らく東急線や山手線などの他の路線との乗り換えが不便な位置にあり、度々問題に挙げられていた。最も長い箇所は、埼京線から東急東横線までで766.5メートルあり、東京駅の東海道線から京葉線への乗り換えの565.2メートルをさらに上回る状態で、利用者から不便との声が多く寄せられていた。原因は2013年まで隣接する東急東横線ホームが高架式であり、その支柱によりホームを立てることができなかったことである。しかし、東京メトロ副都心線との相互直通運転開始に伴う東急東横線ホーム地下化により、スペースが確保できたため、ホームを山手線渋谷駅ホームと並列させる形で350m北に移設する工事に取り掛かった。
2018年5・6月に上り線の線路切替工事を行い、新設ホームを設置し、2020年5月に下り線の線路切替工事を行い、同年6月1日より新設ホームの供用を開始した。この線路切替工事中は、埼京線（相鉄線直通、りんかい線直通含む）、湘南新宿ラインを終日新宿駅 - 大崎駅間で運休とし、直通先のりんかい線では臨時ダイヤも組まれた。これにより他の路線との乗り換え時間が大幅に短縮されることとなった。

## 今後の予定

### 終電の繰り下げ
池袋駅を発車する川越行きの終電は平日・土休日問わず24時であり、並行路線と比較しても早めの時間帯に設定されている。この時間を遅らせて欲しいという意見は埼玉県議会でも取り上げられており、2014年には議長名でJR東日本に対して要望書も提出されている。車両基地が遠方の川越線内に設定されている都合上、車両の送り込みや保守の関係から、終電時間の繰り下げは難しいとしていたものの、前述の相模鉄道との直通開始に伴う2019年11月30日のダイヤ改正にて、川越行き最終列車の発着時刻が約5分繰り下げられた。この川越行き最終列車は2021年3月のダイヤ改正で大宮行きに短縮され、池袋発23時52分発の電車が川越行き最終列車となった。

### 連続立体交差事業
十条駅と東京都道455号本郷赤羽線周辺にて、連続立体交差事業（鉄道高架化）を始める。そもそもこれは1976年（昭和51年）に東北新幹線開業で通勤新線を建設するのに伴い、赤羽線の輸送力増強が必要となったことから、北区が計画に同意するに当たり1983年（昭和58年）9月28日に十条駅を地下化、赤羽駅を高架化することで合意していた。
その後、赤羽駅は高架化された一方で十条駅の地下化は進まなかったが、2020年（令和2年）3月3日に東京都は高架化に計画を変更したことを発表した。計画変更の理由として「立体交差早期実現」「立体交差の効果」「事業費の軽減」が挙げられている。この計画では、十条駅を中心として約1.5kmの区間について鉄道を高架化、道路と鉄道を連続的に立体交差化して、同区間の6か所の踏切を除却、踏切での自動車渋滞の解消と、道路と鉄道の安全性の向上を図るとしている。東京都が事業主体となり、都道整備の一環として施行する都市計画事業である。
長らく環境アセスメントが進んでおらず、2014年（平成26年）度と、2016年（平成28年）度の北区環境審議会の議事録によると、工期が11年かかることや、土地取得問題も絡み、都市計画が難航していたが、2020年3月3日に国土交通省から都市計画事業の認可を取得した。事業期間は、2019年度から2030年度までの予定で2021年2月に本体工事に着手した。

### 羽田空港アクセス線
新宿方面から羽田空港を結ぶ西山手ルートとして、りんかい線を介し、大井町駅 - 東京貨物ターミナル駅間に新設する「東品川短絡線」および東海道貨物線経由で羽田空港までを結ぶルートが埼京線からの直通として計画されている。